# Denis Manuel
Denis Manuel (de son vrai nom Jacques-Élie Manuel) est un comédien français, né le 15 juillet 1931 dans le 16e arrondissement de Paris et mort le 9 octobre 1993 dans le 5e arrondissement de Paris.

## Biographie
Né à Paris, Denis Manuel suit d'abord des cours de théâtre à Alençon, où il est employé dans une imprimerie, puis au Mans. De retour à Paris, il entre au cours Simon, puis commence sa carrière au Centre dramatique de l'Ouest, où il joue Albert Camus.
Au cinéma, il tourne, entre autres, avec Jean-Pierre Melville, Jacques Deray, Luis Buñuel, Yves Boisset ou Jean Marbœuf.
À la télévision, il apparaît dans une centaine de téléfilms, depuis La caméra explore le temps à ses débuts jusqu'à L'Affaire Seznec, sous la direction de Stellio Lorenzi, Claude Barma, Alexandre Astruc, Jean Kerchbron, André Cayatte, Yannick Andréi, Jean-Pierre Igoux, Pierre Cardinal, François Villiers, Maurice Cazeneuve ou encore Jean-François Delassus, interprétant plusieurs personnages historiques dont Louis XI, Henri III, Louis XIV, Voltaire, Saint-Just ou Napoléon Bonaparte.
Au théâtre, il joue sous la direction de Jean Vilar au TNP, puis travaille, entre autres, avec Albert Camus, Roger Planchon, Raymond Rouleau, Laurent Terzieff, Gabriel Garran, André Reybaz, Pierre Boutron, Andréas Voutsinás ou Jérôme Savary. Il est un interprète de Paul Claudel, Henry de Montherlant, Albert Camus, Jean Racine, Federico García Lorca, Marcel Achard, Molière, Max Frisch. Il est l'auteur de deux livres dont Première rue à gauche qui raconte son expérience de visiteur de prison.
Pour le grand public, il est un véritable tragédien, en incarnant l'avocat humaniste Maître Fontgrave dans la série Jacquou le croquant de Stellio Lorenzi, en 1969.
En 1971, il est un extraordinaire Henri III dans la série télévisée La Dame de Monsoreau.
Il était visiteur de prison.
Il meurt le 9 octobre 1993, à l'âge de 62 ans, des suites d'une maladie des os.

## Filmographie

### Acteur

#### Cinéma
- 1965 : Les Deux Orphelines - (Le due orfanelle) de Riccardo Freda : Pierre Frochard
- 1966 : Le Deuxième Souffle de Jean-Pierre Melville : Antoine
- 1969 : La Voie lactée de Luis Buñuel : Rodolphe l'étudiant protestant
- 1972 : L'Attentat de Yves Boisset : Azam
- 1972 : Le Moine de Adonis Kyrou
- 1973 : Les Hommes de Daniel Vigne : Sauveur Léoni
- 1975 : Flic Story de Jacques Deray : Lucien Darros
- 1975 : Monsieur Balboss de Jean Marbœuf : le Forcené
- 1976 : La Marge de Walerian Borowczyk : le Moustachu
- 1977 : Le Portrait de Dorian Gray de Pierre Boutron : Basil Hallward
- 1978 : premier long métrage réalisé par Gilles Lekvern
- 1979 : La Ville des silences de Jean Marbœuf : le Directeur du Casino
- 1980 : L'Honorable Société d'Anielle Weinberger : Alain de Marcilly
- 1981 : Le Cimetière des voitures de Fernando Arrabal : Tiossido
- 1982 : T'es heureuse ? Moi, toujours... de Jean Marbœuf : l’Instituteur
- 1983 : La Derelitta de Jean-Pierre Igoux : Charles Stoffel
- 1985 : Sans odeur de Yann Legargeant (court métrage)
- 1987 : Grand Guignol de Jean Marbœuf : le Patron du Bar
- 1988 : Jeux de vilains (court métrage) de Bruno François-Boucher, produit par Luc Besson
- 1988 : Alice de Gabriel Benattar
- 1993 : Pétain de Jean Marbœuf : Paul Reynaud

#### Télévision
- 1957 : Le maître de Santiago
- 1958 : Les Cinq tentations de La Fontaine de Jean Giraudoux
- 1961 : Marceau ou les enfants de la république de René Lucot : Bonaparte
- 1961 : Le massacre des innocents de Roland-Bernard : Joseph Moore
- 1964 : La caméra explore le temps (épisode : La Terreur et la Vertu) de Stellio Lorenzi : Saint-Just
- 1966 : Illusions perdues de Maurice Cazeneuve : Daniel d'Arthez
- 1966 : La Caméra explore le temps : les Cathares de Stellio Lorenzi : Raymond VII de Toulouse
- 1967 : En votre âme et conscience, épisode : Entre deux heures du matin et neuf heures et demi le soir de Jean Bertho
- 1968 : Kœnigsmark de Jean Kerchbron : Raoul Vignerte
- 1969 : Jacquou le Croquant, feuilleton télévisé de Stellio Lorenzi : Maître Fontgrave
- 1969 : D'Artagnan de Claude Barma : Mordaunt
- 1969 : Verraten und verkauft de Franz Peter Wirth : Berni
- 1971 : La Dame de Monsoreau de Claude Brulé : Henri III
- 1972 : L'Atlantide de Jean Kerchbron : Lieutenant Saint-Avit
- 1972 : Talleyrand ou Le Sphinx incompris de Jean-Paul Roux : Bonaparte
- 1973 : Molière pour rire et pour pleurer de Marcel Camus
- 1974 : Le Pain noir de Serge Moati (8 téléfilms)
- 1974 : La Passagère d'Abder Isker : Michel Caron
- 1974 : Les Faucheurs de marguerites de Jean-Louis Lignerat et Jean Vermorel : Alberto Santos-Dumont
- 1975 : Louis XI ou la Naissance d’un Roi de Alexandre Astruc : le dauphin Louis
- 1976-1980: Messieurs les jurés
- 1976 : L'Affaire Cleurie de Jacques Krier : Me Sublaines, le défenseur
- 1978 : Ce diable d'homme (mini-série TV) de Marcel Camus : Voltaire
- 1979 : Louis XI ou Le pouvoir central de Alexandre Astruc : Louis XI
- 1979 : Médecins de nuit de Pierre Lary, épisode : Les Margiis (série télévisée)
- 1979: Le jeune homme vert de Roger Pigaut
- 1980 : L'Affaire Lezay d'Alain Franck : Me Sublaines, l'Avocat de la défense
- 1980 : À deux pas de la mer de Patrick Villechaize : Philippe Morel
- 1980 : Les chevaux du soleil de François Villiers : Général De Noailles
- 1981 : La Ville Noire de Jacques Trefouel : le docteur Anthime
- 1982 : Des yeux pour pleurer d'André Cayatte : le Président du tribunal
- 1983 : Bel ami de Pierre Cardinal : Charles Forestier
- 1983 : Les Enquêtes du commissaire Maigret, épisode : La Tête d'un homme de Louis Grospierre
- 1983 : Quelques hommes de bonne volonté (mini-série) de François Villiers : Avoyer
- 1984 : Les Enquêtes du commissaire Maigret, épisode : La Nuit du carrefour de Stéphane Bertin
- 1989 : Une fille d'Ève d'Alexandre Astruc d'après Honoré de Balzac : Félix de Vandenesse
- 1989 : Le Masque, épisode Quand le diable ricane de Armand Wahnoun : L'inspecteur
- 1991 : La Femme des autres de Jean Marbœuf : Dentz

### Scénariste
- 1983 : U Catenacciu, coécrit avec Antoine-Léonard Maestrati

## Théâtre
- 1952 : Le Maître de Santiago d'Henry de Montherlant, mise en scène Paul Œttly, Théâtre Hébertot
- 1952 : Les Plaideurs de Jean Racine, mise en scène ???, Théâtre Hébertot
- 1953 : La Découverte du nouveau monde d'après Lope de Vega, mise en scène Hubert Gignoux, Centre dramatique de l'Ouest puis au Théâtre des Mathurins
- 1954 : Le Misanthrope de Molière, mise en scène Hubert Gignoux, Centre dramatique de l'Ouest : Clitandre
- 1954 : L'Archipel Lenoir d'Armand Salacrou, mise en scène Hubert Gignoux, Centre dramatique de l'Ouest
- 1954 : Le Retour de l'enfant prodigue d'André Gide, mise en scène Jean Vernier, Théâtre Hébertot
- 1954 : ??? , mise en scène Jacques Mauclair, Théâtre de la Huchette
- 1954 : ??? , mise en scène André Reybaz, Studio des Champs-Elysées
- 1955 : Venise sauvée de Morvan Lebesque, mise en scène René Lafforgue, Festival International d'Art Dramatique au Théâtre Hébertot
- 1955 : La surprise de l'amour de Marivaux, mise en scène Robert Postec, Théâtre des noctambules
- 1955 : Les Joyeuses Commères de Windsor de William Shakespeare, mise en scène André Steiger, Festival de Bellac
- 1955 : Mariana Pineda de Federico García Lorca, mise en scène André Steiger, Festival de Bellac
- 1955 : ???, Festival de Sarlat
- 1955 : Bidibi et Banban, d'Antonin Bariel
- 1955 : ???, mise en scène André Reybaz, Festival de Arras
- 1956 : L'offense de Georges Belmont, mise en scène Maurice Jacquemont, Studio des Champs-Elysées
- 1956 : Mesure pour Mesure de William Shakespeare, Théâtre des Bouffes Parisiens
- 1956 : La Nuit romaine d'Albert Vidalie, mise en scène Marcelle Tassencourt, Théâtre Hébertot
- 1957 : Les Chaises d'Eugène Ionesco, mise en scène Jacques Mauclair, Studio des Champs-Elysées puis Théâtre des Célestins
- 1957 : Caligula de et mis en scène par Albert Camus au Festival d'Angers : Scipion
- 1957 : Les Disparus, mis en scène par Bernard Jenny
- 1957 : Mariana Pineda de Federico García Lorca, mise en scène André Steiger, Studio des Champs-Elysées
- 1957 : La mégère apprivoisée de William Shakespeare, Festival de Sarlat
- 1958 : Caligula de et mis en scène par Albert Camus au Théâtre de Paris : Scipion
- 1958 : L'Arlésienne d’Alphonse Daudet, mis en scène par Raymond Rouleau pour le festival de Spolete : Frédéri
- 1958 : L'École des femmes de Molière, Festival de Sarlat
- 1959 : Roméo et Juliette de William Shakespeare, mise en scène de Jean-Jacques Aslanian au Festival de Chilly Mazarin : Roméo
- 1959 : Tournée au Maroc avec Maurice Jacquemont
- 1960 : L’Impromptu limousin de Jean-Pierre Giraudoux, mise en scène Georges Chamarat, Festival de Bellac
- 1960 : Turcaret d'Alain-René Lesage mis en scène par Jean Vilar au TNP Chaillot : le Marquis
- 1960 : Arlequin, serviteur de deux maîtres de Goldoni mis en scène par Edmond Tamiz : Sylvio
- 1963 : Le Sorcier de Christian Liger, mise en scène Marie-Claire Valène, Théâtre du Tertre : Carlo Mécénigo
- 1963 : Noces de sang de Federico García Lorca, mise en scène Bernard Jenny, Théâtre du Vieux-Colombier : le Fiancé
- 1965 : Andorra de Max Frisch, mise en scène Gabriel Garran, Théâtre de la Commune d'Aubervilliers, Théâtre Antoine : rôle principal
- 1965 : Le Repos du septième jour de Paul Claudel, mise en scène Pierre Franck, Théâtre de l'Œuvre : le Prince
- 1966 : Les Justes d'Albert Camus, mise en scène Pierre Franck, Théâtre de l'Œuvre : Kaliayev
- 1967 : La Mouette d'Anton Tchekhov, mise en scène Sacha Pitoëff, Théâtre Moderne : Treplev
- 1967 : Le chemin de Damas, mise en scène Delfor Péralta, Théâtre La Comédie
- 1967 : Les Caprices de Marianne d'Alfred de Musset, mise en scène Georges Vitaly, Festival du Languedoc
- 1969 : L'Infâme de Roger Planchon, mise en scène de l'auteur, Théâtre de la Cité de Villeurbanne : l'Abbé
- 1969 : La Valse des chiens de Leonid Andreïev, adaptation Laurent Terzieff, mise en scène Carlos Wittig, Théâtre du Vieux-Colombier : Karl Till
- 1969 : Bérénice de Racine mis en scène par Roger Planchon, Théâtre de la Cité de Villeurbanne puis Théâtre Montparnasse : Antiochus
- 1970 : L'Infâme de Roger Planchon, mise en scène de l'auteur, théâtre Montparnasse, tournée : l'Abbé
- 1970 : Montserrat d'Emmanuel Roblès, mise en scène Stellio Lorenzi, Festival de la Cité Carcassonne
- 1972 : Un Petit Nid d'Amour de Georges Michel mis en scène par Raymond Paquet : Lui
- 1972 : Partage de midi de Paul Claudel mis en scène par André Oumansky aux Théâtre des Mathurins : Mesa
- 1973 : Les femmes savantes, mise en scène de Michel Debrane
- 1974 : Le Siècle des lumières de Claude Brulé, mise en scène Jean-Laurent Cochet, Théâtre du Palais-Royal
- 1976 : Jean de la Lune mis en scène par Julien Bertheau : Jeff
- 1977 : Le Portrait de Dorian Gray mis en scène par Pierre Boutron : le peintre
- 1979 : À nous de jouer de Félicien Marceau, mise en scène Andréas Voutsinás, Théâtre Hébertot
- 1980 : Frédéric Chopin de Mario Reinhard, mise en scène Michel Bertay, Théâtre de la Madeleine
- 1983 : Cyrano de Bergerac d'Edmond Rostand, mise en scène Maurice Sarrazin, Théâtre Sorano : Cyrano
- 1984 : Cyrano de Bergerac d'Edmond Rostand, mise en scène Jérôme Savary, Théâtre Mogador : Cyrano
- 1985 : Hugo l'homme qui dérange de Claude Brulé, mise en scène Paul-Émile Deiber, Théâtre de l'Odéon
- 1985 : Galaxie André Breton, Festival de poésie de Paris
- 1987 : Un homme qui savait d'Emmanuel Bove, mise en scène Jacques Kraemer, Théâtre 14 Jean-Marie Serreau
- 1988 : Orient-Hôtel de Manuel Touraille, mise en scène Claudia Stavisky, Théâtre Essaïon
- 1988 : Rencontres de et mis en scène par Alain Knapp au Théâtre national de Strasbourg
- 1989 : La Confession de Rousseau de Roger Vrigny mis en scène par Gérard Caillaud au Théâtre des Mathurins : Rousseau
- 1989 : La Terre est à Nous de Robert Pouderaoux mise en scène de Pierre Orma au Festival en Dordogne
- 1990 : Le Malade imaginaire de Molière et Marc-Antoine Charpentier, mise en scène Jean-Marie Villégier, direction musicale William Christie, Théâtre du Châtelet, Opéra Comédie, théâtre de Caen : Béralde
- 1990 : La Confession de Rousseau de Roger Vrigny, mise en scène Gérard Caillaud, Théâtre des Mathurins
- 1991 : Phèdre de Racine, mise en scène Jean-Marie Villégier, Théâtre national de Strasbourg puis au Théâtre d'Évreux puis au Théâtre de l'Est Parisien : Théramène
- 1992 : La Magie sans magie de Lambert, mise en scène Jean-Marie Villégier, Théâtre national de Strasbourg
- 1992 : Les Innocents coupables de Brosse, mise en scène Jean-Marie Villégier, Théâtre national de Strasbourg

## Radio
Il a participé régulièrement à de très nombreuses émissions dramatiques et feuilletons (comme « le Mystérieux Docteur Cornélius » réalisé par Alain Barroux de 1977 à 1978) sur France Inter et France Culture.
Denis Manuel tint pendant quatre ans (1964-1968) un des principaux rôles (celui de Denis) dans le feuilleton radiophonique de Dominique Saint-Alban Noële aux quatre vents diffusé quotidiennement par France Inter entre 14 h 10 et 14 h 25.

## Discographie
Il a enregistré (1987) un livre-cassette de la version intégrale du Grand Meaulnes d'Alain-Fournier (chez Auvidis), et de nombreux disques de poésie chez Ades, dont un Apollinaire (Grand Prix de l'Académie Charles Cros) réédité en disque compact, un Bach raconté aux enfants, et la Correspondance de Sainte Thérèse.

## Doublage
Cinéma
- 1968 : 2001, l'Odyssée de l'espace : Dr David Bowman (Keir Dullea)
- 1972 : Le Parrain : Johnny Fontane (Al Martino) (1er doublage)
- 1973 : L'Exorciste : le père Damien Karras (Jason Miller) (1er doublage)
- 1978 : Midnight Express : Erich (Norbert Weisser)
- 1984 : Greystoke, la légende de Tarzan : Sir Evelyn Blount (John Wells)

Télévision
- 1973 : L'Île mystérieuse : Ayrton (Gabriele Tinti)

## Voix off
Il enregistre aussi les commentaires de nombreux films documentaires tels que :
1964 André Maurois de Serge Rouillet
1973 Ho Chi Minh de Gérard Guillaume
1974 Michelet de Jean Vigne
1977 La 4e République de Daniel Lander
1987 Le Grand escalator d'Adrien Maben

## Publications
- Première rue à gauche, Éditions Flammarion, 1979, 261 p, environ 17000 exemplaires.
- La Pente Douce, Éditions Ramsay, 1983, 266 p.
- Yvan Foucart, Dictionnaire des comédiens français disparus 694 portraits, 2147 noms, Mormoiron, Y. Foucart, 2007, 1185 p. (ISBN 978-2-953-11390-7)